# (+)-neomentolo deidrogenasi
La (+)-neomentolo deidrogenasi è un enzima appartenente alla classe delle ossidoreduttasi, che catalizza la seguente reazione:
(+)-neomentolo + NADP+ ⇄ (-)-mentone + NADPH + H+
L'enzima non è identico alla (-)-mentolo deidrogenasi. Opera su un certo numero di altri cicloesanoli e cicloesenoli.